# Naberezjnajatornet
Naberezjnajatornen (ryska: Башня на Набережной) är ett kontorskomplex i Moskvas internationella affärscentrum, Ryssland, omfattande omkring 150 000 kvadratmeter uthyrningsbar yta. Komplexet består av tre torn:
- Torn A, 85 meter, 17 våningar, färdigställt 2004.
- Torn B, 127 meter, 27 våningar, färdigställt 2005.
- Torn C, 268,4 meter, 59 våningar, färdigställt 2007.

Torn C var Europas högsta byggnad tills City of Capitals, i samma kvarter, stod färdigt.